# سازدهنی دیاتونیک
سازدهنی دیاتونیک ممکن است یکی از سازدهنی های تک‌زبانه زیر باشد:
- سازدهنی تِرِمولو، یک سازدهنی دیاتونیک دارای دو نی در هر نُت.
- چنگ بلوز، یک سازدهنی ده سوراخه ریشتر-تیونینگ مورد استفاده در موسیقی عامه‌پسند
- سازدهنی اُکتِیو یک سازدهنی خمیده شکل.